# Idar Torskangerpoll
Idar Torskangerpoll (Torskangerpoll, deelgemeente van Vågsøy, 16 september 1970) is een Noors componist, muziekpedagoog, dirigent en trombonist.

## Levensloop
Torskangerpoll groeide op in een muzikale familie. De hele familie speelde mee in de brassband Torskangerpoll Musikklag. Te eerst speelde hij flügelhorn, maar hij wisselde later op trombone en dit bleef zijn instrument. Verder begon hij met lessen voor elektrische basgitaar en werd lid van een rockband. Hij studeerde aan de Toneheim Folkehøyskole. Vervolgens studeerde hij in Trondheim aan de universiteit. Gedurende deze tijd speelde hij trombone in de Ila Brass Band en in een symfonisch orkest aldaar.
Nadat hij afgestudeerd heeft werd hij muziekpedagoog aan de muziekschool in Ski in de Follo district van de provincie Akershus. Tegelijkertijd studeerde hij aan de Universiteit van Oslo muziek, sociologie en pedagogiek. Aan het instituut voor muziek en theater van deze universiteit behaalde hij zijn Master of Music in compositie en arrangeren. Toen werkte hij ook als dirigent en instructeur bij verschillende brassbands, koren, big bands en harmonieorkesten. Hij is dirigent van de Langhus Brass en werd met deze brassband in 2007 Noorse kampioen in de 4e divisie.
Als componist schrijft hij vooral werken voor harmonieorkest en brassband alsook kamermuziek. Tegenwoordig is hij huiscomponist van de Oslofjord Brass in Oslo. Torskangerpoll is een veelgevraagd jurylid bij concoursen en wedstrijden.

Kinder: Sunniva Sæther Torskangerpoll, Ida Marie lund Torskangerpoll, Ingrid Mathea Lund Torskangerpoll.

## Composities

### Werken voor harmonieorkest

#### Symfonieën
- 2004 Symfonie nr. 1, voor harmonieorkest (ook in een versie voor brassband)
- 2008 Symfonie nr. 3, voor harmonieorkest[1][2][3]
- 2010 Symfonie nr. 4, voor harmonieorkest
- Symfonie nr. 2, voor harmonieorkest

#### Andere werken voor harmonieorkest
- 2003 Burobengen, voor harmonieorkest
- 2004 Suite nr 3, voor harmonieorkest
  1. Donner en spectacle
  2. Valse en melancolie
  3. marche - ça suffit!
- 2006 1814, voor harmonieorkest
- 2008 Deilig er Jorden, voor harmonieorkest
- 2009 Blåmann Blåmann Bukken min, voor harmonieorkest
- Båt Jubileum Fare Gård Havn Oppe Fan, fanfare voor harmonieorkest
- Blinde Kari-Hallingen, voor harmonieorkest
- Concertino, voor trombone en harmonieorkest
- Fanfare for HM King Haakon, voor harmonieorkest
- Fyrverker i Samba, voor harmonieorkest
- Q-Be-in, mars
- Sirkusfanfare, voor harmonieorkest
- Sofiemyr Skole 40 år, fanfare voor harmonieorkest

### Werken voor brassband
- 2002 5 Pieces in Fusion
- 2002 Behind The Dark, fantasie
- 2003 Stormovertyre, ouverture
- 2005 Intrada GBF 2005
- 2006 A Breathless Gnu Kiss!
- 2009 Blåmann Blåmann Bukken min
- Bånsull - Suril Suril, voor cornet solo en brassband
- Burogengen
- construct!
- Fantasia for brassband
- Festive March (opgedragen aan: Langhus Brass)
- Grønt Lys Kjør! (Green Light Go!)
- Intrada
- Kjærlighet fra Gud
- Laurdagsfest på dåsnesmoen, Folk song festival
- Light Music, voor trompet en brassband
- Maids of the Mourne Shore
- Midnight Music
- Odd Eriks Bossa
- Og fela var gjort foruten kniv
- Open Spaces
- Songs from the deep forest
- Utgangsmusikk
- Variations on Gubben Noa

### Kamermuziek
- 4 Små Krummelurer, voor trombonekwartet
- Concertino, voor trombone en piano
- Dans Til Anette, voor trombone en piano
- Recital-Fanfare, voor drie trombones en pauken
- Suite, voor trombone, tuba en piano
- Transfigurations, voor marimba, 2 trombones en elektronica

## Media
1. ↑  Symfonie nr. 3 (1/3) deel 1 en 2 door Sofiemyr school band. Gearchiveerd op 12 oktober 2016.
2. ↑  Symfonie nr. 3 (2/3) 3e deel door Sofiemyr school band
3. ↑  Symfonie nr. 3 (3/3) 4e deel door Sofiemyr school band. Gearchiveerd op 1 oktober 2016.

- Bibsys: 98031364
- Gemeinsame Normdatei: 116033076X
- International Standard Name Identifier: 0000 0004 9106 9133
- Virtual International Authority File: 25145971350832331055
- WorldCat: E39PBJbtvvp3WMXRg6r3T4W4bd